# Mann Rubin
Mann Rubin (Brooklyn, 11 de diciembre de 1927 – West Hills (California), 12 de octubre de 2013) fue un guionista de cine y televisión estadounidense. Entre sus trabajos más destacados figuran Mujeres frente al amor (The Best of Everything ) (1959), Desafío al destino (Brainstorm)  (1965), Warning Shot (1967), El primer pecado mortal (The First Deadly Sin) (1980) y Escudos humanos (The Human Shield) (1991). También dio clases de guionaje en la Universidad de California del Sur durante más de una década.

## Biografía
Rubin nació en Brooklyn. Sirvió en el Ejército de los Estados Unidos desde 1945 hasta 1947 antes de obtener su Bachelor of Arts en la Universidad de Nueva York en 1952.
Al principio, trabajó como escritor de ciencia ficción para DC Comics. Entre sus trabajos iniciales destacan Mystery in Space y Strange Adventures. Rubin publicaría cuentos para Alfred Hitchcock's Mystery Magazine e incluso, escribiría el guion para un capítulo de The Alfred Hitchcock Hour.
Rubin escribió guiones para docenas de series de televisión entre 1950 y 1990. Su trabajo en la televisión empezaría a finales de los 40 para la CBS con serie de antologías Studio One in Hollywood y Tales of Tomorrow, ésta en la ABC. Otros trabajos para televisión fueron episodios para Dinastía,  The F.B.I., The Feather and Father Gang, The Fugitive, Mannix, Mission: Impossible, The Mod Squad, Perry Mason, Quincy, M.E., The Rockford Files, The Six Million Dollar Man y Starsky & Hutch. Su último trabajo para televisión fue el reboot de Dragnet en 1990.
Rubin también trabajó para el cine. Él y Edith Sommer coescribieron en 1959 el film de Jean Negulesco, Mujeres frente al amor (The Best of Everything ), adaptación de la novela de Rona Jaffe. Rubin también adaptó en 1980, El primer pecado mortal (The First Deadly Sin), de la novela de Lawrence Sanders. con Frank Sinatra y Faye Dunaway en los papeles principales.
En los últimos años, Rubin escribió el guion de dos cortometrajes; A Nice Touch, dirigida por Richard Jones en 2012 y A Lasting Impression de 2014, que se exhibió en diferentes festivales.
Mann Rubin murió de una larga enfermedadel12 de octubre de 2013, en West Hills (California), a los 85 años.